# Elena Tornikidou
Elena Tornikidou (27 de mayo de 1965, Tashkent, Uzbekistán) es una jugadora rusa-española de baloncesto profesional ya retirada. De padre griego y madre rusa, nace en Uzbekistán, y adquire la nacionalidad española en 2005, después de una longeva carrera en el baloncesto español, que comenzó en el año 1992, después de ganar el oro olímpico con el Equipo Unificado, y que terminó en el Rivas Ecópolis, con 45 años en el año 2010.

## Trayectoria
- Hasta 1992. Jugadora del CSKA Moscú.
- 1992-1993. BEX Argentaria (España)
- 1993-1996. Aucalsa Oviedo (España)
- 1996-1997. Fonxesta Vigo (España)
- 1998-2001. Vasco de Gama (Brasil)
- 1999-2001. Detroit Shock (USA)
- 2001. UB FC Barcelona (Ficha en febrero) (España)
- 2001-2003. Filter Mann Zaragoza (España)
- 2003-2005. PC Mendibil (España)
- 2005-2006. Perfumerías Avenida (España)
- 2006-2009. Ciudad Ros Casares (España)
- 2010. Rivas Ecópolis (España) (Es dada de alta en marzo tras entrenar con el Canoe).